# Apyretina pentagona
Apyretina pentagona là một loài nhện trong họ Thomisidae.
Loài này thuộc chi Apyretina. Apyretina pentagona được Eugène Simon miêu tả năm 1895.